# Johannes Bonadies
Johannes Bonadies, o Godendach fou un compositor i tractadista musical del segle xv.
Va ser frare carmelita i mestre del cèlebre Gaffurius. De Godendach es conserva en la Biblioteca Musical de Faenza el tractat Regulae cantus (1473), el qual conté una sèrie d'interessants exercicis pràctics, cites i extractes d'autors anteriors. En Gaffurius anomena Godendach tot sovint en les seves obres principals.